# Wesley Hoedt
Wesley Hoedt (Alkmaar, 6 maart 1994) is een Nederlands voetballer die doorgaans als centrale verdediger speelt. Hij tekende in augustus 2017 een contract tot medio 2022 bij Southampton, dat circa 17 miljoen euro voor hem betaalde aan SS Lazio. In het seizoen 2020/21 speelde hij op huurbasis bij (wederom) SS Lazio. Hoedt speelde sinds het voorjaar van 2023 voor Watford FC maar ging in augustus 2024 over naar Al-Shabab. Hoedt debuteerde in 2017 in het Nederlands voetbalelftal.

## Clubcarrière

### AZ
Hoedt speelde voor Reiger Boys en HVV Hollandia en werd in 2005 opgenomen in de jeugdopleiding van AZ. Hij tekende op 13 december 2012 een profcontract dat hem tot 2015 aan de Alkmaarders verbond. Hoedt debuteerde op 12 december 2013 in het eerste elftal van AZ, in een wedstrijd in de Europa League tegen PAOK Saloniki. Hij speelde de volledige wedstrijd, die eindigde in 2–2. In het seizoen 2014/15 was Hoedt een vaste kracht in de verdediging van AZ.

### Lazio Roma
Hoedt tekende in januari 2015 een contract waarmee hij zich van juli 2015 tot medio 2019 aan SS Lazio verbond. Dat nam hem transfervrij over van AZ. Hij maakte op 13 september 2015 zijn debuut voor de Italiaanse club, tijdens een met 2-0 gewonnen competitiewedstrijd thuis tegen Udinese. Hij kwam in twee seizoenen tot 61 competitiewedstrijden voor Lazio, waarin hij vier keer scoorde. Toch was hij nooit helemaal basisspeler. Aan het begin van het seizoen 2017/18 bleek dat hij geen eerste keus meer was.

### Southampton en verder
Hoedt tekende in augustus 2017 een contract tot medio 2022 bij Southampton, de nummer acht van de Premier League in het voorgaande seizoen. Het betaalde circa €17.000.000,- voor hem aan Lazio. Waar hij bij Lazio naast landgenoot Stefan de Vrij speelde, kreeg Hoedt in Engeland te maken met Virgil van Dijk naast hem. In januari 2019 werd hij verhuurd aan Celta de Vigo. Op 2 september 2019 werd hij voor een seizoen verhuurd aan Royal Antwerp FC dat tevens een optie tot koop bedong. De speler overtuigde de club wel, maar die had niet voldoende financiële middelen om de optie te lichten. Hij werd verhuurd aan zijn oude club SS Lazio en verkaste in 2021 naar RSC Anderlecht. Nadat Hoedt in onmin raakte met de club, werd hij in januari 2023 getransfereerd naar het Engelse Watford. Sinds 23 augustus 2024 voetbalt hij voor Al-Shabab in Riyad (Saoedi Arabie).

## Clubstatistieken
| Seizoen                                   | Club            | Competitie         | Competitie | Competitie | Beker | Beker | Internationaal | Internationaal | Totaal | Totaal |
| Seizoen                                   | Club            | Competitie         | Wed.       | Dlp.       | Wed.  | Dlp.  | Wed.           | Dlp.           | Wed.   | Dlp.   |
| ----------------------------------------- | --------------- | ------------------ | ---------- | ---------- | ----- | ----- | -------------- | -------------- | ------ | ------ |
| 2013/14                                   | AZ              | Eredivisie         | 2          | 0          | 0     | 0     | 1              | 0              | 3      | 0      |
| 2014/15                                   | AZ              | Eredivisie         | 24         | 2          | 3     | 0     | 0              | 0              | 27     | 2      |
| 2015/16                                   | Lazio Roma      | Serie A            | 25         | 0          | 2     | 0     | 8              | 1              | 35     | 1      |
| 2016/17                                   | Lazio Roma      | Serie A            | 23         | 2          | 3     | 1     | 0              | 0              | 26     | 3      |
| 2017/18                                   | Southampton     | Premier League     | 28         | 0          | 4     | 1     | —              | —              | 32     | 1      |
| 2018/19                                   | Southampton     | Premier League     | 13         | 0          | 0     | 0     | —              | —              | 13     | 0      |
| 2018/19                                   | → Celta de Vigo | La Liga            | 10         | 0          | 0     | 0     | —              | —              | 10     | 0      |
| 2019/20                                   | → Antwerp FC    | Jupiler Pro League | 21         | 0          | 4     | 0     | —              | —              | 25     | 0      |
| 2020/21                                   | → Lazio Roma    | Serie A            | 17         | 0          | 2     | 0     | 7              | 0              | 26     | 0      |
| 2021/22                                   | RSC Anderlecht  | Jupiler Pro League | 38         | 1          | 6     | 2     | 4              | 1              | 48     | 4      |
| 2022/23                                   | RSC Anderlecht  | Jupiler Pro League | 15         | 0          | 0     | 0     | 10             | 0              | 25     | 0      |
| 2022/23                                   | Watford FC      | EFL Championship   | 15         | 1          | 0     | 0     | —              | —              | 15     | 1      |
| 2023/24                                   | Watford FC      | EFL Championship   | 44         | 3          | 4     | 0     | —              | —              | 48     | 3      |
| 2024/25                                   | Al-Shabab       | Saudi Pro League   | 31         | 5          | 4     | 0     | 0              | 0              | 35     | 5      |
| TOTAAL                                    | TOTAAL          | TOTAAL             | 306        | 14         | 32    | 4     | 30             | 2              | 368    | 20     |
| Bijgewerkt tot en met het seizoen 2024/25 |                 |                    |            |            |       |       |                |                |        |        |

## Interlandcarrière
Hoedt maakte op 25 maart 2017 zijn debuut in het Nederlands elftal. Hij viel die dag in de 46e minuut in voor Matthijs de Ligt tijdens een met 2–0 verloren kwalificatiewedstrijd voor het WK 2018 in en tegen Bulgarije.
| Interlands van Wesley Hoedt voor Nederland | Interlands van Wesley Hoedt voor Nederland | Interlands van Wesley Hoedt voor Nederland | Interlands van Wesley Hoedt voor Nederland | Interlands van Wesley Hoedt voor Nederland |
| №                                          | Datum                                      | Wedstrijd                                  | Uitslag                                    | Soort wedstrijd                            |
| Als speler van SS Lazio                    | Als speler van SS Lazio                    | Als speler van SS Lazio                    | Als speler van SS Lazio                    | Als speler van SS Lazio                    |
| ------------------------------------------ | ------------------------------------------ | ------------------------------------------ | ------------------------------------------ | ------------------------------------------ |
| 1.                                         | 25 maart 2017                              | Bulgarije – Nederland                      | 2 – 0                                      | Kwalificatie WK 2018                       |
| 2.                                         | 28 maart 2017                              | Nederland – Italië                         | 1 – 2                                      | Vriendschappelijk                          |
| 3.                                         | 31 mei 2017                                | Marokko – Nederland                        | 1 – 2                                      | Vriendschappelijk                          |
| 4.                                         | 9 juni 2017                                | Nederland – Luxemburg                      | 5 – 0                                      | Kwalificatie WK 2018                       |
| Als speler van Southampton FC              |                                            |                                            |                                            |                                            |
| 5.                                         | 31 augustus 2017                           | Frankrijk – Nederland                      | 4 – 0                                      | Kwalificatie WK 2018                       |
| 6.                                         | 3 september 2017                           | Nederland – Bulgarije                      | 3 – 1                                      | Kwalificatie WK 2018                       |

Nederland Beloften
Op 10 oktober 2013 debuteerde Hoedt voor het Nederlands Beloftenelftal in een vriendschappelijke wedstrijd tegen Tsjechië –20 (0–1).
| Interlands van Wesley Hoedt | Interlands van Wesley Hoedt | Interlands van Wesley Hoedt | Interlands van Wesley Hoedt | Interlands van Wesley Hoedt | Interlands van Wesley Hoedt |
| №                           | Datum                       | Wedstrijd                   | Uitslag                     | Soort Wedstrijd             | Doelpunten                  |
| Als speler bij AZ           | Als speler bij AZ           | Als speler bij AZ           | Als speler bij AZ           | Als speler bij AZ           | Als speler bij AZ           |
| --------------------------- | --------------------------- | --------------------------- | --------------------------- | --------------------------- | --------------------------- |
| 1.                          | 10 oktober 2013             | Nederland – Tsjechië        | 0 – 1                       | Vriendschappelijk           | 0                           |
| 2.                          | 12 oktober 2013             | Nederland – Duitsland       | 0 – 4                       | Vriendschappelijk           | 0                           |
| 3.                          | 14 oktober 2013             | Turkije – Nederland         | 3 – 2                       | Vriendschappelijk           | 0                           |
| 4.                          | 4 september 2014            | Nederland – Tsjechië        | 1 – 0                       | Vriendschappelijk           | 0                           |
| 5.                          | 9 oktober 2014              | Nederland – Turkije         | 2 – 2                       | Vriendschappelijk           | 0                           |
| 6.                          | 10 oktober 2014             | Nederland – Duitsland       | 1 – 1                       | Vriendschappelijk           | 0                           |

Jong Oranje
Op 11 oktober 2015 debuteerde Hoedt voor Jong Oranje in een EK-kwalificatiewedstrijd tegen Slowakije –21 (1–3). Op 15 november 2016 was hij aanvoerder van Jong Oranje in de oefeninterland tegen Portugal –21 (1–1).
| Interlands van Wesley Hoedt | Interlands van Wesley Hoedt | Interlands van Wesley Hoedt | Interlands van Wesley Hoedt | Interlands van Wesley Hoedt | Interlands van Wesley Hoedt |
| №                           | Datum                       | Wedstrijd                   | Uitslag                     | Soort Wedstrijd             | Doelpunten                  |
| --------------------------- | --------------------------- | --------------------------- | --------------------------- | --------------------------- | --------------------------- |
|                             |                             |                             |                             |                             |                             |
| Als speler bij SS Lazio     |                             |                             |                             |                             |                             |
| 1.                          | 11 oktober 2015             | Nederland – Slowakije       | 1 – 3                       | EK-kwalificatie             |                             |
| 2.                          | 25 maart 2016               | Noorwegen – Nederland       | 0 – 1                       | Vriendschappelijk           |                             |
| 3.                          | 28 maart 2016               | Nederland – Servië          | 1 – 0                       | Vriendschappelijk           |                             |
| 4.                          | 15 november 2016            | Nederland – Portugal        | 1 – 1                       | Vriendschappelijk           |                             |

## Erelijst
| Beker van België | 1× | 2019/20 |

## Privé
Hoedt heeft twee kinderen uit een vorige relatie.